# Le Dessin animé
Le Dessin animé était une émission de télévision française pour la jeunesse diffusée sur Canal+ de 1995 à 1997.
Les saynètes diffusées avant les dessins-animés sont animées par Corbec et Corbac, les deux corbeaux qui figuraient dans l'émission antérieure de Canal+, Canaille Peluche. Une autre version de l'émission, quotidienne, montre 2 présentateurs parlant d'animation avant de passer aux séries.

## Programmes diffusés
- Sacrés Dragons
- Drôles de monstres
- Il était une fois… les Explorateurs

## Comédiens
- Yves Brunier : Corbac (voix)
- Gérard Camoin : Corbec (voix)